# Jonathan Munoz
Jonathan Munoz, né le 4 février 1984 à Pierrelatte, est un scénariste et dessinateur de bande dessinée français.

## Biographie
Jonathan Munoz est natif de Pierrelatte, dans la Drôme mais il passe sa jeunesse à Avignon. Après avoir étudié les Arts appliqués au Lycée Saint-Joseph d'Avignon, il poursuit ses études de dessin à l’École Émile-Cohl de Lyon.
Une fois son diplôme en poche, il sort, avec le scénariste Gaët's, sa premiere bande dessinée intitulée Un léger bruit dans le moteur, qui est l'adaptation en BD du roman éponyme de Jean-Luc Luciani. L'album lui permet d'être lauréat, avec Gaët's, du Prix SNCF du polar catégorie Bande Dessinée en 2013.
En 2017, il publie Le Dessein chez l'éditeur Glénat,  puis l'album Mauvaises Mines chez le même éditeur, dans la collection Glénaaarg. Il débute également en 2018 une collaboration avec la revue Fluide Glacial qui lui permet d'éditer la duologie Godman: d'abord Godman 1 - Au nom de Moi, en 2018, puis le second opus, Godman 2 - Au nom de Möa en 2019.

## Œuvres
- 2012 : Un léger bruit dans le moteur, d'après le roman éponyme de Jean-Luc Luciani, scénario de Gaët's, dessins de Jonathan Munoz, Physalis[8]  (ISBN 978-2-366-40007-6). Réédition en 2017 aux Editions Petit à Petit[9]  (ISBN 979-1-095-67023-0)
- 2013 : Les Dormants, scénario et dessins de Jonathan Munoz, Cléopas  (ISBN 978-2-917-28361-5)
- 2017 : Le dessein, scénario et dessins de Jonathan Munoz, Glénat [3],[4]  (ISBN 978-2-344-02011-1)
- 2018 : Mauvaises Mines, Glénat, collection Glénaaarg  (ISBN 978-2-344-02890-2)
- 2018 : Godman - 1. Au nom de Moi, scénario et dessins de Jonathan Munoz, Fluide glacial[5],[6]  (ISBN 978-2-378-78017-3)
- 2019 : Godman - 2. Au nom de Möa, scénario et dessins de Jonathan Munoz, Fluide glacial[7]  (ISBN 978-2-378-78217-7)
- 2021 : Annick Tamaire, scénario et dessins de Jonathan Munoz, Fluide glacial  (ISBN 979-10-38200-51-7)
- 2022 : L'inconnue du bar, scénario et dessins de Jonathan Munoz, Fluide glacial[10]  (ISBN 979-10-38204-52-2)
- 2023 : Petit journal d'un gros fragile, Fluide glacial  (ISBN 979-1038206052)
- 2025 : L'âge bête, Fluide glacial  (ISBN 9791038208780)

## Distinctions
- Prix SNCF du polar 2013 catégorie bande dessinée, avec Gaët's, pour Un léger bruit dans le moteur[2].